# Vörös rovarrontógomba
A vörös rovarrontógomba (Cordyceps militaris) a Cordycipitaceae családba tartozó, Eurázsiában honos, lepkebábokon élősködő, nem ehető gombafaj.
Nemzetségének a típusfaja.

## Elterjedése és termőhelye
Eurázsiában honos. Magyarországon nem gyakori.
Rovarok parazitája, többnyire a lepkék talajban rejlő bábjain (ritkábban hernyóin) élősködik, azok pusztulását okozza. Erdőben, parkok, kertek gyepjében, mohapárnán található meg. Nyár végétől ősz végéig fejleszt termőtestet.  

## Megjelenése
A vörös rovarrontógomba termőteste 0,5-4 cm magas és 0,2-0,4 cm széles; pálcika alakú, egymástól élesen el nem különülő hosszúkás fej- és tönkrészből áll. A fejrész valamivel szélesebb, kissé bunkós. Színe narancsvörös vagy téglavörös, felszíne finoman pontozott. A pontok a peritéciumok kivezető nyílásai. A peritéciumok tömlő alakú üregek, melynek falát 300 - 500 µm hosszú és 3,5-5 µm széles aszkuszok borítják; ezekben növekednek a gomba spórái.  
A tönk 1-3 cm hosszú és 0,1-0,15 cm vastag, fakónarancs vagy okkeres színű, harántirányú márványozottsággal. A talajban mindig egy elpusztult lepkebábhoz kapcsolódik. 
Húsa sárgás, íze és szaga nem jellegzetes.
Az aszkuszokban nyolc spóra található. A spóra vékony, fonálszerű, szegmentált, mérete 250-350 x 1-1,5 µm. Idővel 2-5 (7) x 1-1,5 µm-es, hordó alakú darabokra töredezik. Spórapora fehér.

### Hasonló fajok
A gémüstökgomba (Macrotyphula fistulosa) hasonlít hozzá. 
A vörös rovarrontógomba nem ehető. A hagyományos kínai orvoslás felhasználja, de többnyire csak az értékesebb Ophiocordyceps sinensis helyettesítésére. 

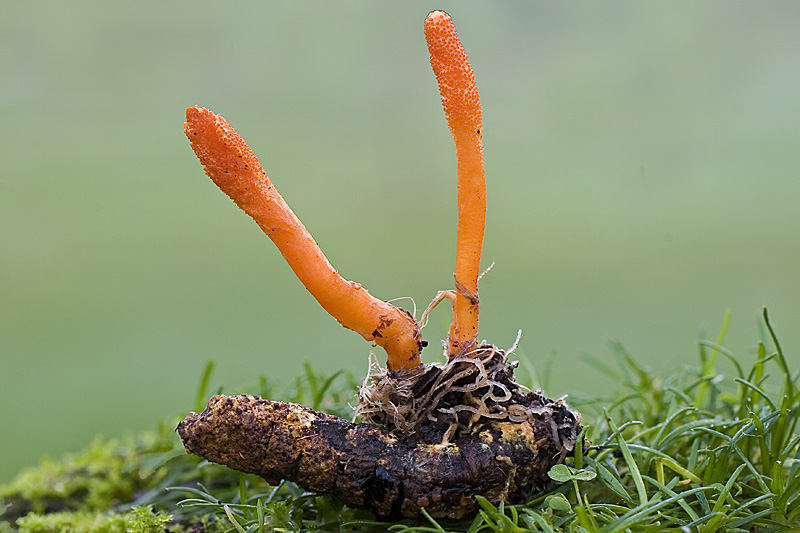
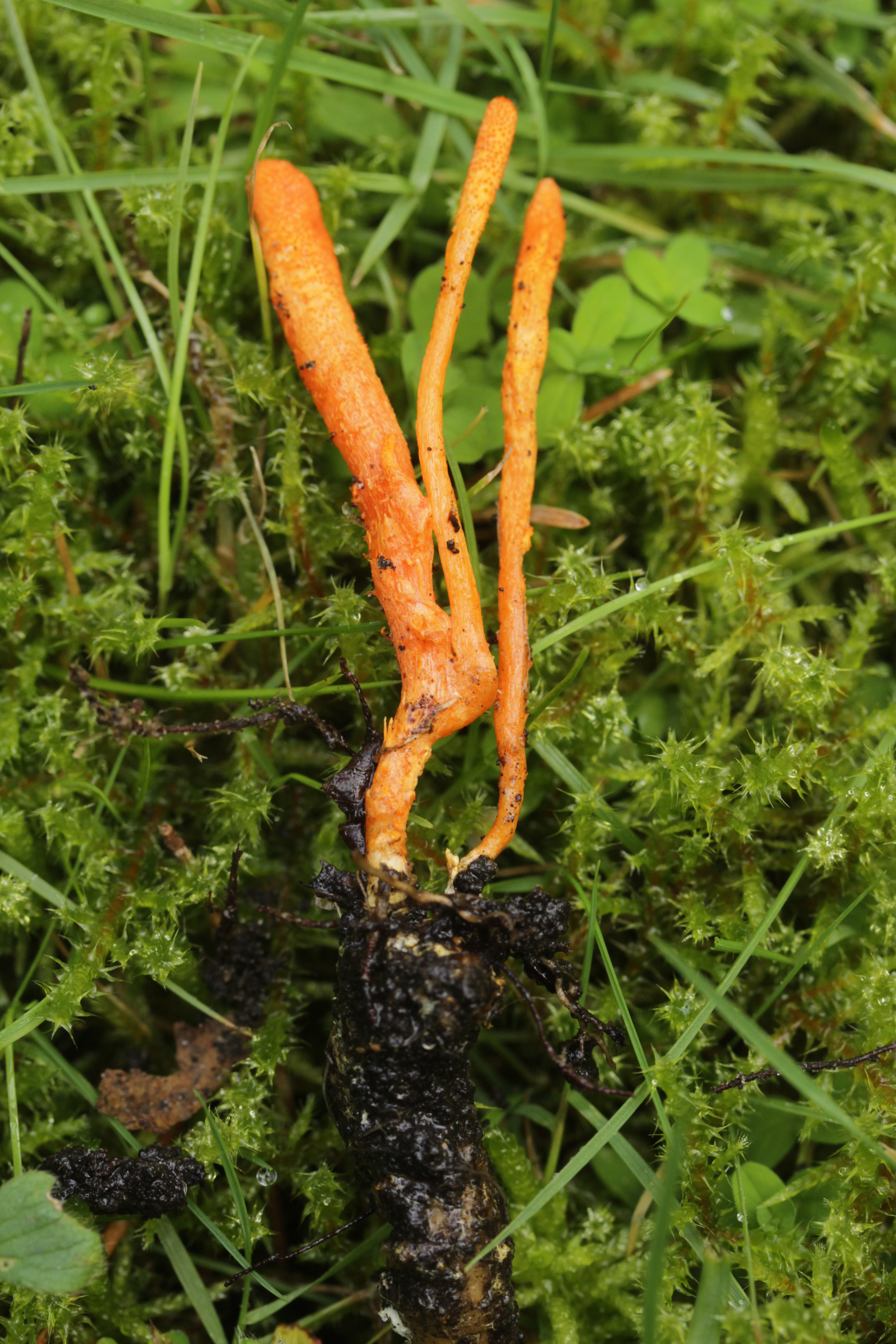
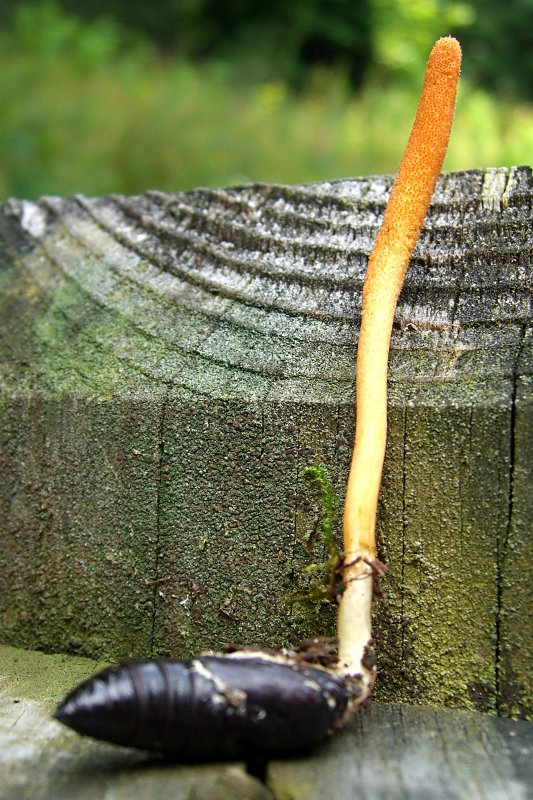
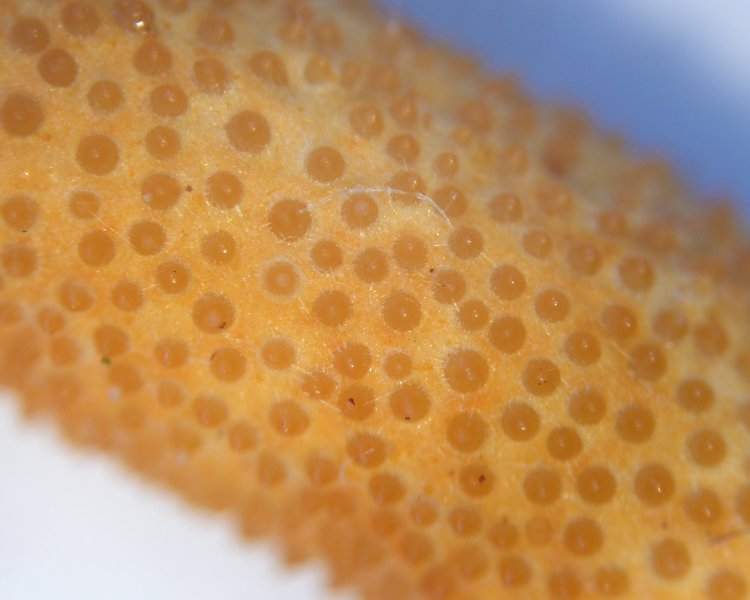
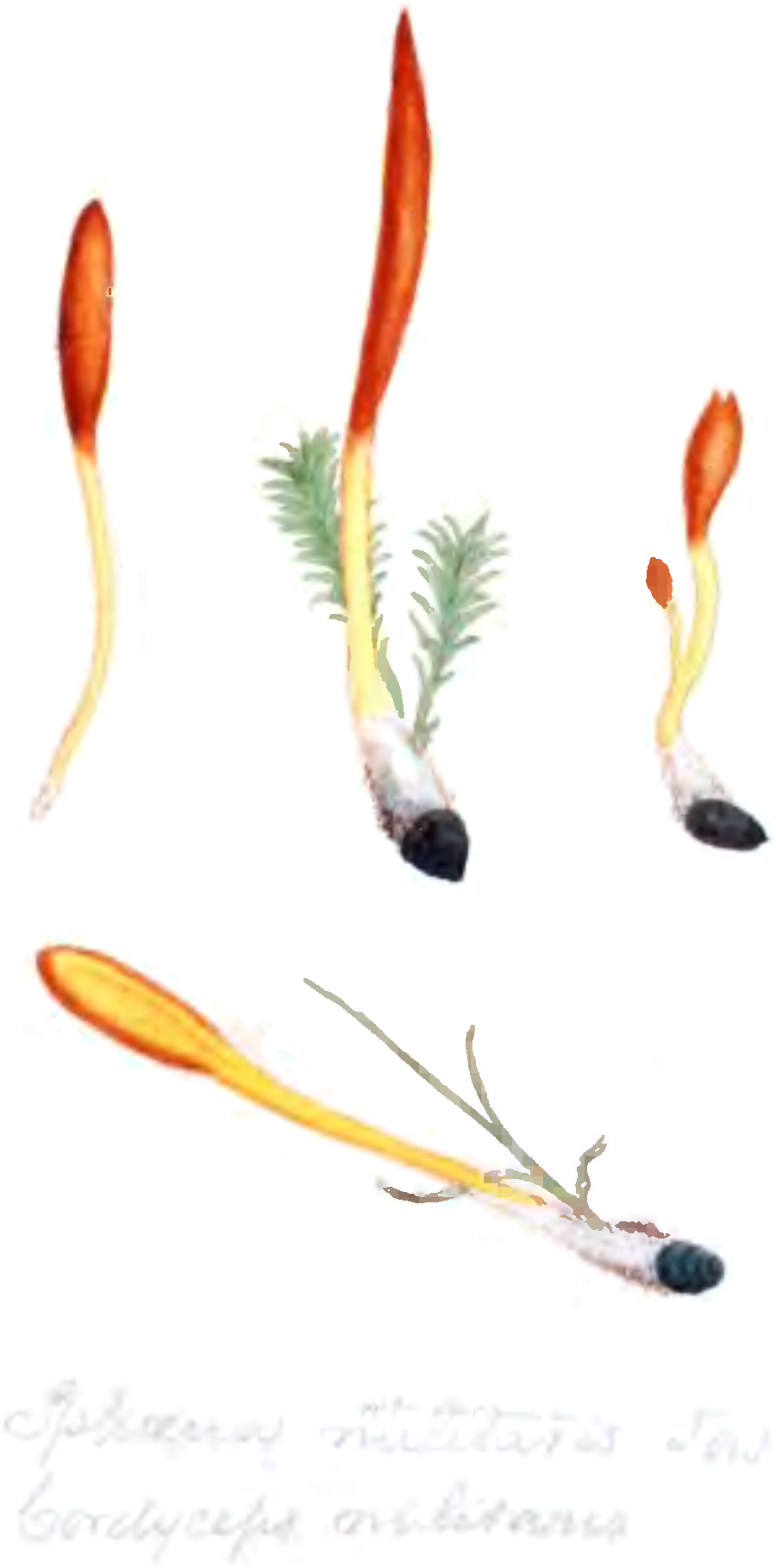